# Bandora
Bandora – dawny, strunowy instrument muzyczny najbardziej rozpowszechniony w XVI i XVII wieku w Anglii. Wyglądem przypominała dużych rozmiarów cytarę, która rozpowszechniona była w tym samym czasie w zachodnich regionach Europy kontynentalnej. Bandora miała płaskie pudło rezonansowe z niskimi, falistymi boczkami i długą szyjkę z metalowymi progami, zwieńczoną esowato uformowaną i ozdobioną rzeźbiarskimi ornamentami główką. Wyposażona była w 5 do 10 zdwojonych, metalowych (żelaznych lub mosiężnych) strun. Wykorzystywana była głównie do akompaniamentu oraz w roli instrumentu realizującego basso continuo. Struny szarpano zazwyczaj palcami, rzadziej dużym plektronem.
Bandora występowała w różnych rozmiarach i strojach, w których zdwojone struny brzmiały zazwyczaj w unisonach, czasami w oktawach. Przykładowe stoje: FF-GG-cc-ff-aa-d1d1 oraz CC-DD-GG-cc-ee-aa.
Najstarszym opracowaniem zawierającym ilustracje i opis bandory oraz partytury jest New Booke of Tabliture z 1596 wydane przez angielskiego publicystę Williama Barleya. Niedługo potem bandora pojawiła się w dziełach badaczy zajmujących się muzykologią, m.in. Roberta Fludda, Michaela Praetoriusa, Marina Mersenne’a, Pierra Tricheta oraz Jamesa Talbota.
Najwięcej utworów z wykorzystaniem bandory skomponował Anthony Holborne; poza nim, w swojej muzyce instrument stosowali Alfonso Ferrabosco, John Dowland, John Johnson oraz Emmanuel Adriaenssen.
Najpóźniejsze tabulatury z muzyką na bandorę pochodzą z początku XVIII wieku.